# Hemitriccus spodiops
Hemitriccus spodiops là một loài chim trong họ Tyrannidae.